# Kebehet
| W16 | X1 | I12 · H6 · R12 |

Kebehet (Qeb-Hwt, Khebhut, Kebehut, Qébéhout, Kabehchet, Kebehwet ili Kebechet) božica je balzama iz staroegipatske mitologije, čije ime znači „voda koja hladi”. Ona je kći boga Anubisa i njegove supruge Anput te unuka Ozirisa.
U Tekstovima piramida, Kebehet je nazvana zmijom koja „osvježava i čisti” preminulog faraona. Za nju se vjerovalo da daje vodu dušama mrtvih dok oni čekaju da se završi proces mumifikacije. Vjerojatno je se zazivalo kako bi zaštitila tijelo mrtvaca od raspadanja.